# Riein

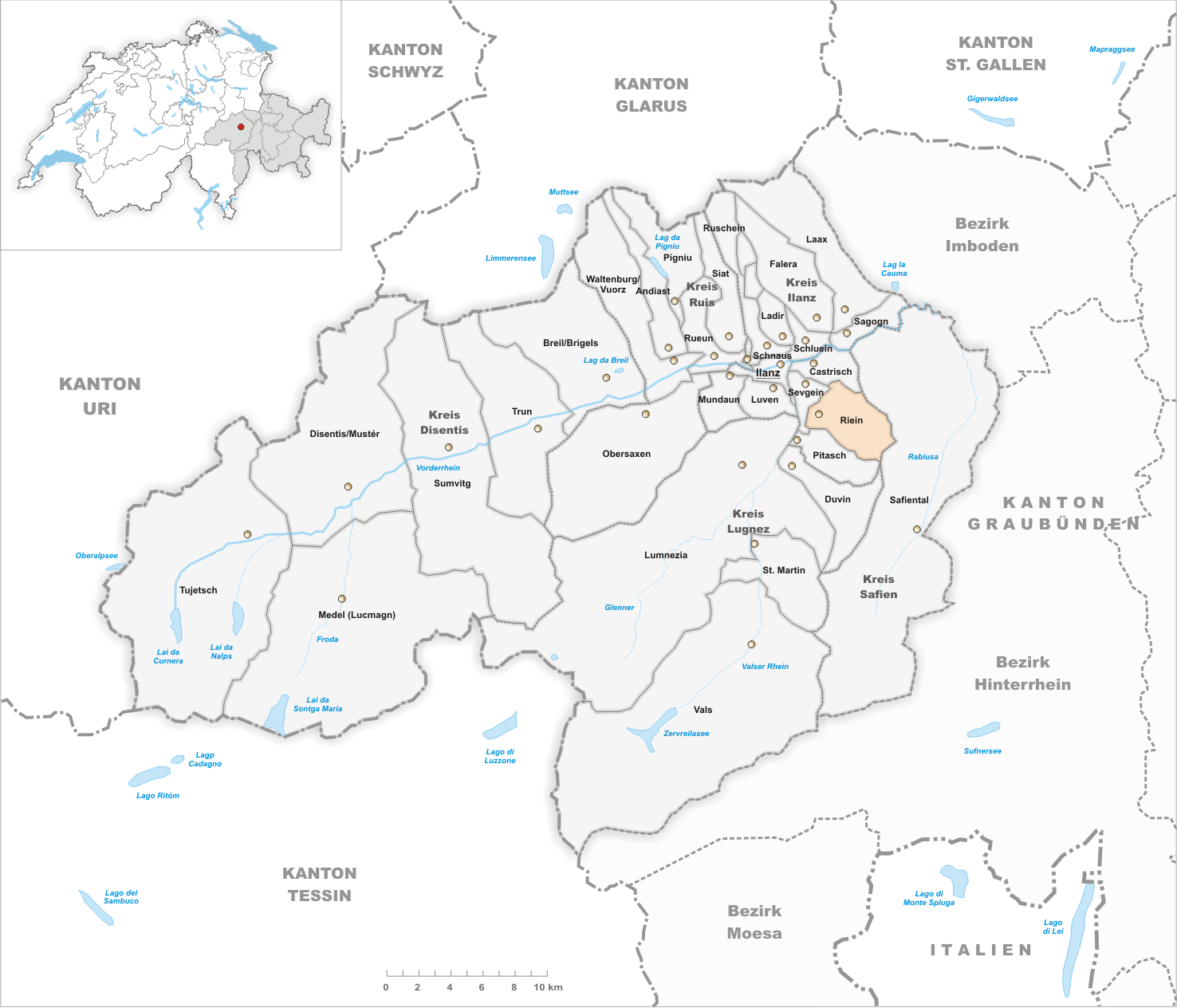
Gemeindestand vor der Fusion am 1. Januar 2014

Riein ([ʁiˈjɛɪ̯n]ⓘ) ist eine Fraktion der Gemeinde Ilanz/Glion im Schweizer Kanton Graubünden.  Bis zum 31. Dezember 2013 bildete es eine eigene politische Gemeinde.

## Geographie und Verkehr
Die Ortschaft liegt eingangs des Val Lumnezia (Lugnez) östlich des Flusses Glenner auf einer Terrasse am Westabhang der Signina-Gruppe. Zum einstigen Gemeindegebiet gehören unter anderem der Piz Riein (2761 m ü. M.), der Piz Signina (2848 m ü. M.) und als höchster Berg der Piz Fess (2880 m ü. M.). Die beiden grössten Siedlungen sind das Dorf Riein und der Weiler Signina (1318 m ü. M.). Vom gesamten ehemaligen Gemeindegebiet von 1582 ha sind 631 ha unproduktive Fläche (meist Gebirge). Weitere 589 ha sind von Wald und Gehölz bedeckt. Fast 70 % der landwirtschaftlichen Nutzflächen von 347 ha werden als Maiensässe genutzt. Der Rest von 15 ha ist Siedlungsfläche.
Die Hauptstrasse führt durch ein geologisch schiefriges Gebiet ins Regionalzentrum nach Ilanz und ist vorab im Winter häufig schwierig zu unterhalten und gelegentlich unterbrochen. Es verkehrt ein Postautodienst ab Ilanz nach Sevgein und Riein.

## Geschichte
Riein wurde 765 als Renino und 960 als Raine erwähnt. Prähistorische Grabfunde und ein Schalenstein  mit Fussabdruckauf der Alp Plaun da morts deuten auf eine frühe Besiedlung. Riein teilte weitgehend die Geschichte der Gruob. Die 840 erwähnte königliche Eigenkirche mit Zehntrecht ging 960 an das Bistum Chur über.
Die Burgstelle Montalta-Cresta (um 1227) auf dem Hügel «Cresta» am Südrand des Dorfes dürfte der Sitz der 1325 und 1368 erwähnten Herren von Montalt(a)-Cresta von Riein (Regins) gewesen sein. Das bischöfliche Vasallengeschlecht diente im Mittelalter auch auf anderen rätischen Burgen, so unter anderem auch auf Burg Löwenberg bei Schluein. Die vermutete Burgstelle in Riein ist ein länglicher, markanter Sporn mit deutlicher Abplattung und Terrassierung gegen Süden, jedoch ohne sichtbare Mauerspuren. Es fehlen archäologische Grabungen dazu. Eine zweite, vermutete Burgstelle befindet sich südlich von Sevgein unterhalb Riein bei Prada, wo man bei früheren Grabungen vereinzelte Mauerteile antraf.
Riein gehörte zur ehemaligen Gerichtsgemeinde Gruob (heute Region Surselva) im Grauen Bund mit Sagogn als Hauptort, der Ende des Mittelalters von Ilanz abgelöst wurde. Seit 1483 im Besitz des Churer Bischofs kaufte sich Gruob aufgrund der Ilanzer Artikel 1538 frei. Der Patron St. Nazarius ist 1487 anlässlich der kirchlichen Loslösung von Sagogn erstmals bezeugt. 1526 trat Riein zur Reformation über. Der Wechsel zur neuen Konfession wurde von einem Teil der Gruober Gemeinden abgelehnt. Dies führte während des Sagenserhandels um 1700 kurzfristig zu einer Separation der katholischen Dörfer.
Riein wurde 1879 und 1880 durch Dorfbrände fast vollständig zerstört. Die Landwirtschaft (Vieh- und Alpwirtschaft) bildet bis heute der wichtigste Erwerbszweig. 1967 bis 1984 erfolgte eine Gesamtmelioration, unter anderem mit dem Bau einer Seilbahn nach Signina. Noch zu Beginn des 21. Jahrhunderts war Riein ein Bergbauerndorf mit Vieh- und Alpwirtschaft, wenig Getreide- und Kartoffelanbau zu Futterzwecken und für den Eigenbedarf, jedoch ohne Gewerbe. 2005 arbeiteten 83 Prozent der Erwerbstätigen im ersten Sektor.
Am 1. Januar 2014 fusionierte Riein mit den damaligen Gemeinden Castrisch, Duvin, Ilanz, Ladir, Luven, Pigniu, Pitasch, Rueun, Ruschein, Schnaus, Sevgein und Siat zur neuen Gemeinde Ilanz/Glion.
→ siehe auch Abschnitt Geschichte im Artikel Lumnezia

### Signina

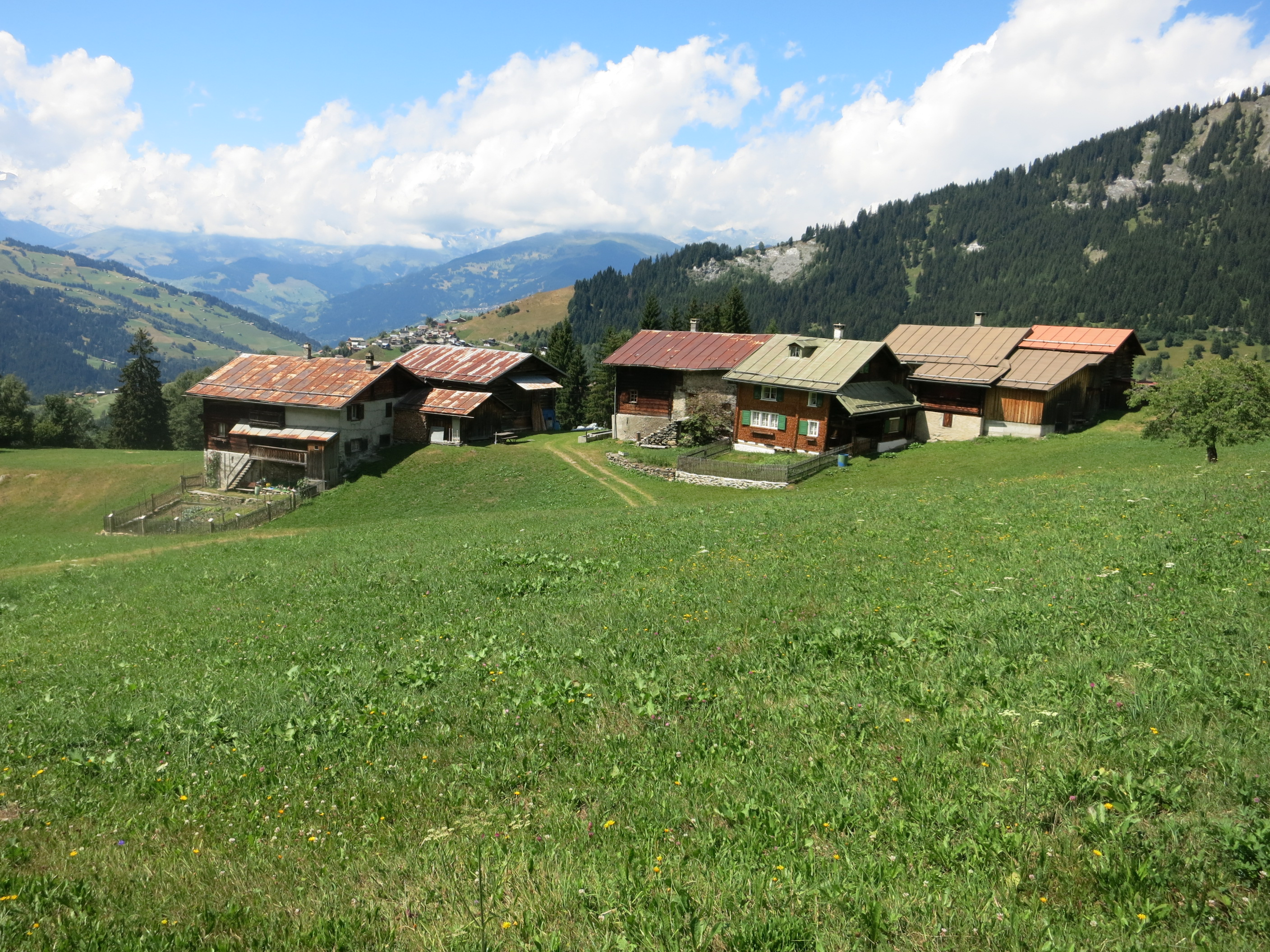
Signina, im Hintergrund Riein

Der Weiler Signina ist eine ursprünglich rätoromanische Siedlung, die im 15. Jahrhundert von Walsern besiedelt wurde. Nach dem Dorfbrand von 1879 mussten die Rieiner Kinder in Signina zur Schule. Dies führte zu einer Annäherung der bis dahin selbständigen Fraktion und 1904/05 zur Eingemeindung mit Riein. Der durch zwei tiefe Tobel (Val da Cabiena, Val da Riein) abgeschnittene Siedlung hat keine Fahrstrasse und ist von Riein nur über einen einstündigen Fussweg durch das Tobel oder seit 1974 mit der stützenlosen, vierplätzigen Luftseilbahn Pardi–Signina erreichbar. Das Maiensäss wird ganzjährig nur noch von einer Bauernfamilie bewohnt. Im Sommer kann man von dort aus durch ein schiefriges Bachtobel nach Riein wandern.

## Wappen

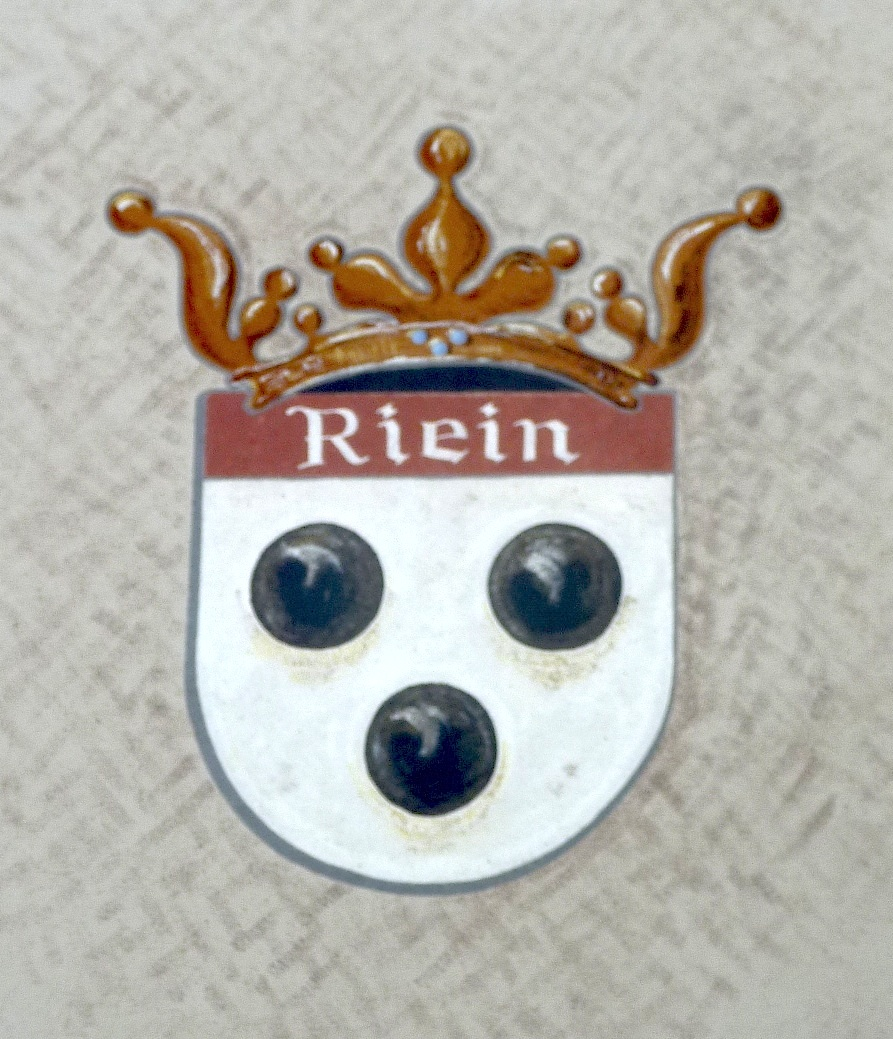
Wappen an einem Haus

| Wappen von Riein | Blasonierung: «In Silber (Weiss) drei schwarze Kugeln» |
| Wappen von Riein | Übernahme des Wappens der Herren von Riein             |

## Bevölkerung
| Bevölkerungsentwicklung | Bevölkerungsentwicklung | Bevölkerungsentwicklung | Bevölkerungsentwicklung | Bevölkerungsentwicklung | Bevölkerungsentwicklung | Bevölkerungsentwicklung |
| ----------------------- | ----------------------- | ----------------------- | ----------------------- | ----------------------- | ----------------------- | ----------------------- |
| Jahr                    | 1850                    | 1900                    | 1950                    | 2000                    | 2004                    | 2013                    |
| Einwohner               | 218                     | 169                     | 126                     | 71                      | 65                      | 66                      |

Von den 65 Bewohnern besassen Ende 2004 alle das Schweizer Bürgerrecht. Die Amts- und Schulsprache ist Romanisch; 63 % der Bevölkerung sprachen im Jahr 2000 das Idiom Sursilvan. Der zu Riein gehörende Weiler Signina wurde hingegen während Jahrhunderten von deutschsprachigen Walsern bewohnt. Die Bevölkerung ist reformiert.
Die Haushalte von Riein werden durch ein Kleinwasserkraftwerk mit Strom versorgt.

## Sehenswürdigkeiten, Tourismus, Kultur
Die reformierte Dorfkirche steht unter Denkmalschutz. Attraktiv sind die Maiensässlandschaft und das prächtige Panorama ins Lugnezertal und auf die surselvische Bergwelt. Das alte, elektrisch betriebene Holzsägewerk aus den 1940er-Jahren wurde renoviert und für Gemeindezwecke sowie für Seminare und Workshops umgenutzt.

## Bilder

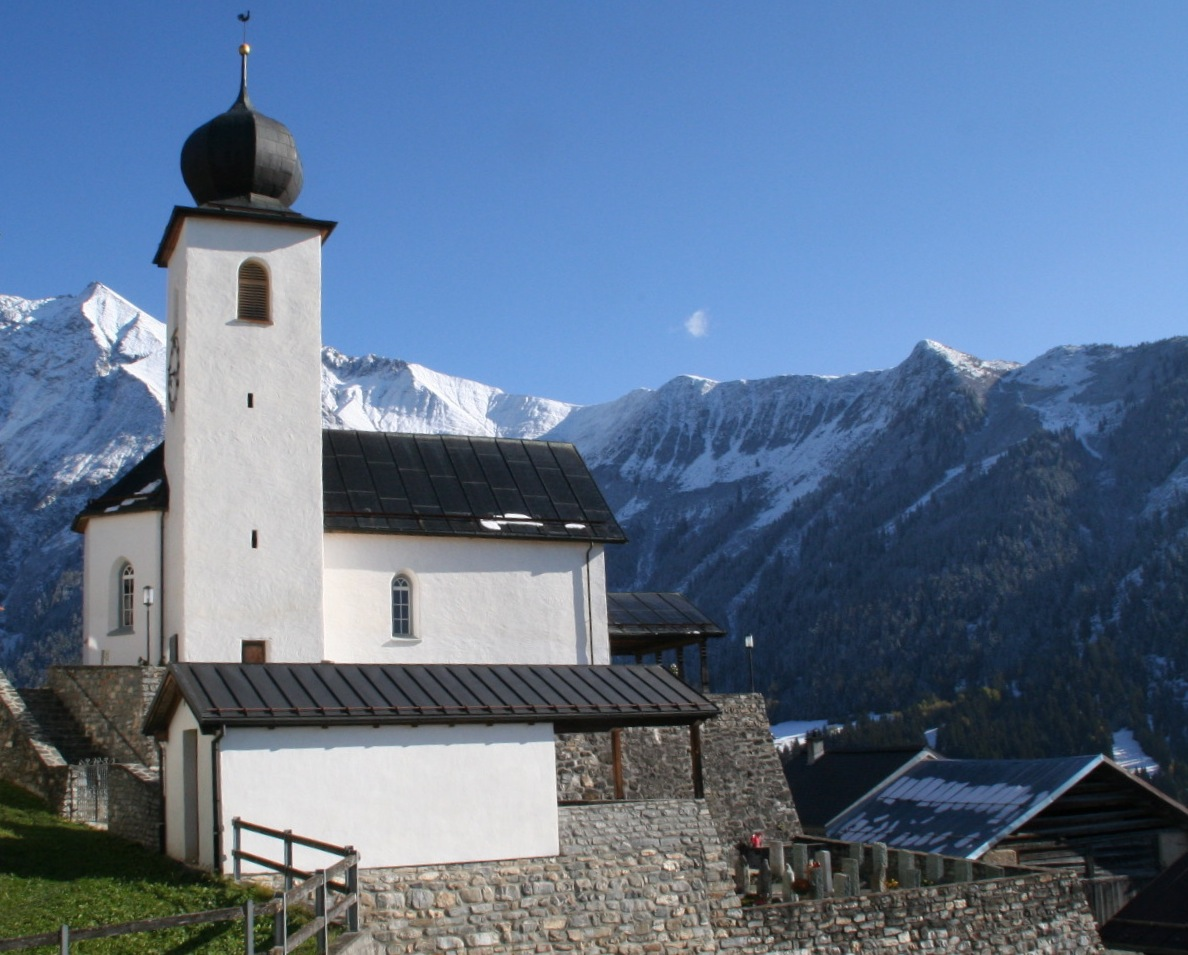
Dorfkirche
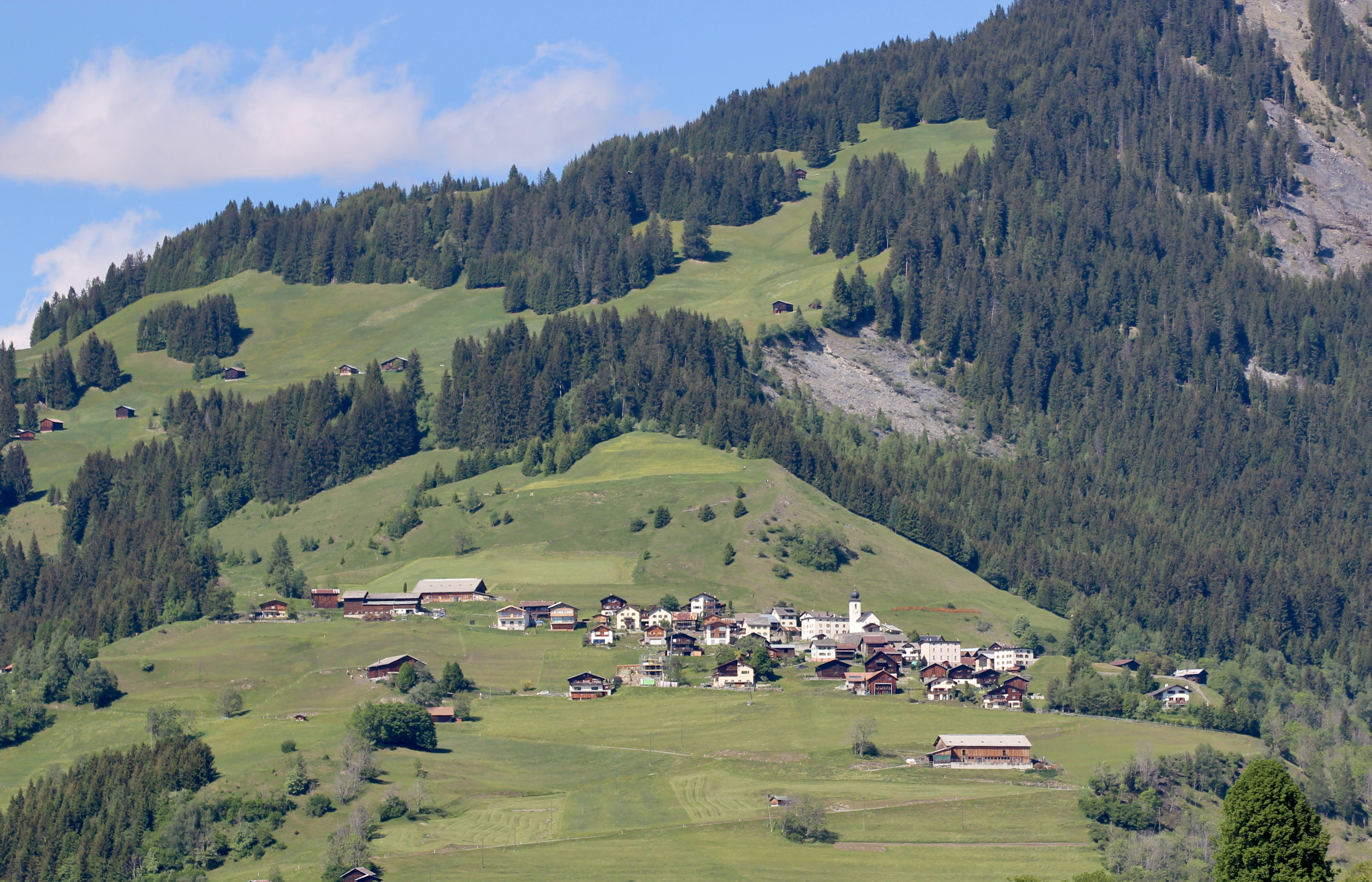
Riein
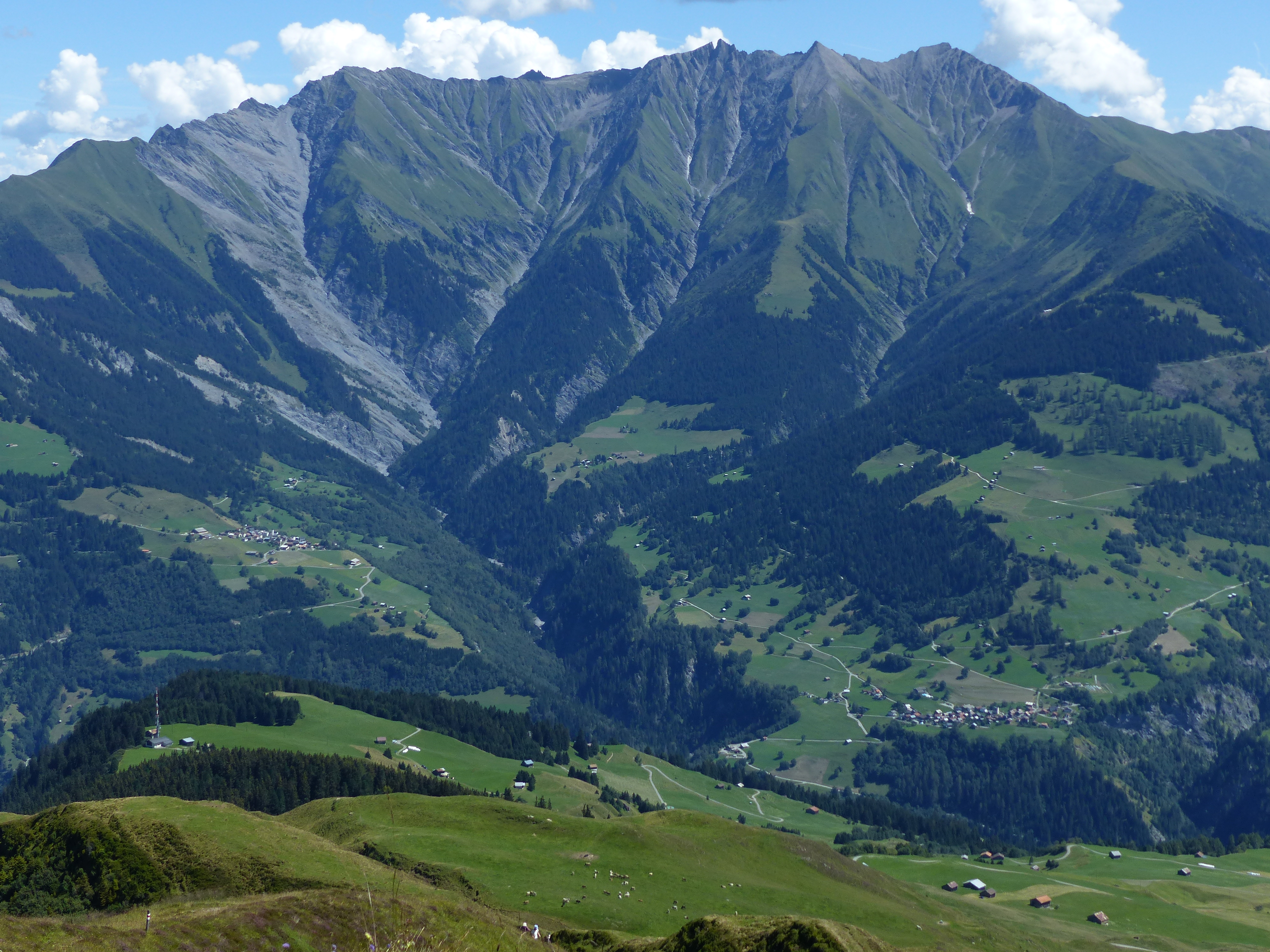
Signina-Gruppe mit links Riein und Signina in der Bildmitte